# Pomezania Malbork
Pomezania Malbork – klub piłkarski założony w 1990 r. w Malborku jako Bractwo Piłkarskie „Pomezania”. Klub przejął sekcję piłkarską od MMKS „Nogat”, którego piłkarze występowali w elbląskiej klasie okręgowej i od tego poziomu rozgrywek zaczęła grać Pomezania. Od 2006 r. klub nazywał się Młodzieżowy Ośrodek Piłkarski „Pomezania”, natomiast od 2021 r. nazywa się Młodzieżowy Klub Sportowy „Pomezania”.

## Historia

### Początek
Klub powstał w 1990 roku z inicjatywy Zygfryda Kruczkowskiego. Oficjalna data rejestracji BP Pomezania to 23 lipca 1990 roku. W 1991 roku głównym sponsorem została spółka Danuta - Malma z jej prezesem Michelem Marbotem na czele, którego celem był jak najszybszy rozwój klubu i awans na wyższe szczeble rozgrywek, co udało się już w tym samym roku. W pierwszym roku występów w III lidze piłkarze Pomezanii byli rewelacją rozgrywek, będąc o krok od awansu do II ligi. Tylko Arka Gdynia okazała się lepszym zespołem. W sezonie 1992/93 założono awans do II ligi i takie zadanie postawiono trenerowi i zawodnikom. Drużynie nie udało się zrealizować założeń i zespół po słabym początku w lidze zakończył ostatecznie rozgrywki na 5. pozycji. W kolejnym sezonie piłkarze malborscy nie dali szans rywalom zapewniając sobie awans do II ligi już na pięć kolejek przed zakończeniem sezonu.  

### Od sezonu 1994/1995
Sezon 1994/95 przeszedł do historii malborskiej piłki. Pierwszy raz drużyna malborska występowała na zapleczu ekstraklasy. Ostatecznie Pomezania zakończyła sezon na 12. miejscu. Ostatni sezon w szeregach drugoligowców malborczycy zaczęli fatalnie od czterech porażek z rzędu. Ostatecznie uplasowali się na 16. miejscu gromadząc 33 punkty, tracąc tylko 4 punkty do bezpiecznego 14. miejsca. Wraz z odejściem strategicznego sponsora, jakim była Malma, i brakiem pieniędzy z klubu odeszło większość działaczy, a klub staczał się w dół, czego efektem był kolejny spadek tak aż do IV ligi. W sezonie 1998/99 zespół pod wodza Bogusława Oblewskiego pewnie zwyciężył w rozgrywkach IV ligi i powrócił w szeregi III-ligowców, ale jak się okazało, to był ostatni sezon malborczyków na tym szczeblu rozgrywek. 
Przez kolejne sezony, aż do roku 2006, piłkarze Pomezanii rywalizowali na IV-ligowych boiskach z różnym skutkiem. W 2006 roku Pomezania spadła do V ligi. Ówczesny prezes nie był w stanie prowadzić dalej klubu i czarny scenariusz, jakim była ogłoszona upadłość Bractwa Piłkarskiego Pomezania Malbork, stał się faktem. Na szczęście dla kibiców drużyna seniorów nie przestała istnieć, a to za sprawą Młodzieżowego Ośrodka Piłkarskiego Pomezania Malbork, który przejął drużynę, by dalej kontynuować tradycję Bractwa Piłkarskiego. 
W pierwszym sezonie pod wodzą nowych władz i nowego trenera Tomasza Mazurka Pomezania była o krok od powrotu w szeregi IV ligi. W kolejnym sezonie klubowi udało się awansować do IV ligi. W IV lidze występowali do sezonu 2014/2015, kiedy to klub spadł do V ligi.  

### Od sezonu 2021/2022
W sezonie 2021/2022 klubowi udało się awansować do IV ligi. Kolejny sezon zakończyli na 2. miejscu gromadząc 84 punkty. Lepszy od Pomezanii okazał się tylko Wikęd Luzino, który zdobył 93 punkty. 

## Stadion oraz władze klubu
- Barwy: biało-czarno-złote
- Adres: Toruńska 60, 82-200 Malbork
- Stadion: 1730 (krzesełka) / oświetlenie - cztery maszty, od 2011 / boisko - 100 m x 75 m / boczne - treningowe sztuczne pełnowymiarowe ze sztucznym oświetleniem
- Prezes: Radosław Rabenda
- Dyrektor Sportowy: Paweł Rybarczyk
- Trener: Paweł Budziwojski
- Asystent Trenera: Sebastian Ratajczyk
- Kierownik Pierwszego Zespołu: Kamil Grędzicki

## Sukcesy
- 9. miejsce w II lidze w sezonie 1994/1995
- 12. miejsce w II lidze w sezonie 1995/1996
- 16. miejsce w II lidze w sezonie 1996/1997